# The Craft Market
The Craft Market, ook wel Handicraft Market, is een markt met ambachtelijke artikelen aan de Waterkant in Paramaribo, Suriname.
Tot juli 2015 bevond zich een craftmarkt bij de Centrale Markt aan de Waterkant. Deze markt werd gesloten toen er een zinkgat was ontstaan en de rioleringen vernieuwd moesten worden. In augustus 2016 werd The Craft Market verderop aan de Waterkant officieel geopend. Hierna volgde nog afwerking, waaronder in maart 2018 de plaatsing van een watervoorziening voor de standhouders.
De markt heeft een eigen bestuur, dat net als bij inheemse dorpen bestaat uit een kapitein met basja's, in dit geval één. Als eerste kapitein trad in juli 2017 Marian Emanuels-Sabajo aan. In juli 2021 was er op de markt en de horecastands ernaast overlast van overnachtende daklozen. Deze situatie werd opgelost nadat een verbod in het gebied van kracht werd voor het uitdelen van gratis maaltijden aan daklozen.

## Verplaatsing
The Craft Market werd vernieuwd en op 3 mei 2024 heropend tegenover het Waaggebouw aan de Waterkant. Dit terrein is vooraleerst voor een jaar ter beschikking gesteld aan de 17 crafters.